# 圣加布里埃尔 (加利福尼亚州)
圣加布里埃尔（英文：San Gabriel）中文音译为聖加百列，当地华人圈译圣盖博。是美国加利福尼亚州洛杉磯縣的一個城市，位於洛杉磯市以東。2000年人口39,804人。
圣加布里埃尔的学校由嘉偉學區和阿罕布拉聯合學區共同管辖。

## 公共交通
圣加布里埃尔的公共交通主要由洛杉矶县都会运输局运营，Metro Local 78路行经横贯圣加布里埃尔的Las Tunas Drive，从圣加布里埃尔坐78路到洛杉矶市中心约45分钟。78路发车频率为工作日早高峰6-20分钟一班，工作日平峰及周末白天均为15-30分钟一班。Metro Local 76路行走于Valley Blvd，从圣加布里埃尔坐76路到到洛杉矶市中心约40-45分钟，76路发车频率为工作日高峰12-15分钟一班，工作日平峰及周末白天每15-20分钟一班。直达快车Metro Express 487（全周运行）及489路（只在工作日早晚高峰运行）走El Monte Busway直接前往洛杉矶市中心，沿途只停Cal State LA和USC Medical Center两站。具体线路班次及票价信息可查询LA Metro官网 （页面存档备份，存于）。
另有Montebello Bus Lines运营的20路公交车，行走于San Gabriel Blvd和Montebello Blvd，可到The Shops at Montebello购物中心。具体信息请查阅Montebello Bus LInes官网 （页面存档备份，存于）。